# Lady Godiva
 For alternative betydninger, se Lady Godiva (flertydig). (Se også artikler, som begynder med Lady Godiva)
Lady Godiva (ca. 997 – 1067) var en angelsaksisk adelskvinde, som i henhold til et sagn red nøgen gennem gaderne i Coventry, England.
Formålet med ridtet var en demonstration over for sin mand, Lenfric, jarl af Mercia og greve af Coventry, mod de urimelige skatter med efterfølgende gæld, han havde pålagt sine undersåtter i Coventry. Lady Godivas ønske var at Lenfric skulle eftergive undersåtternes skabte gæld.
En anden udlægning af sagnet fortæller, at Lenfric ville eftergive Coventrys borgeres gæld, hvis hans hustru, Lady Godiva, ved højlys dag ville ride nøgen gennem byens gader, kun dækket af sit lange hår.

## Trivia
Udtrykket Peeping Tom, en voyeur, stammer fra en senere version af dette sagn, som fortæller at en skrædder ved navnet Tom, lurede på hende, under ridtet, med det resultat at han blev blind eller døde.